# Pulse Code Modulation
Puls-kode modulation (PCM) er en digital repræsentation af et analogt signal, hvor omfanget af signalet er samplet regelmæssigt med ensartet mellemrum, derefter kvantiserede til en række symboler i en numerisk (normalt binær kode). PCM er blevet brugt i digitale telefon-systemer og 1980'erne i elektroniske musikinstrumenter såsom keyboards. Det er også standarden i digital lyd i computere og CD ("Red Book" format) samt inden for digital video; for eksempel ved hjælp af ITU-R BT.601. Ukomprimeret PCM er ikke typisk brugt til video i standard forbruger applikationer såsom DVD eller DVR fordi bitratebehovet der kræves er alt for højt.
| Lyd og billede | Spire Denne artikel om billed- og lydteknologi er en spire som bør udbygges. Du er velkommen til at hjælpe Wikipedia ved at udvide den. |